# 三菱ケミカルグループ
三菱ケミカルグループ株式会社（みつびしケミカルグループ、英: Mitsubishi Chemical Group Corporation）は東京都千代田区丸の内に本社を置き、三菱ケミカルをはじめとするグループ会社の持株会社。
日経平均株価および読売株価指数、TOPIX Large70、JPX日経インデックス400の構成銘柄の一つ。三菱グループの一員であり、三菱金曜会及び三菱広報委員会の会員企業である。

## 概要
2005年10月3日、大手化学メーカーの三菱化学（現：三菱ケミカル）と、大手医薬品メーカーの三菱ウェルファーマ（現：田辺三菱製薬）との株式移転により、両社の共同持株会社として設立された。
2020年の世界の化学業界での業績順位は、273億5300万ドルで第8位（田辺三菱製薬を除く）。

## 企業スローガン
現在
- 『Science. Value. Life.』[9]

過去
- 『Good Chemistry for Tomorrow』
- 『THE KAITEKI COMPANY』
- 『KAITEKI Value for Tomorrow』

## 沿革
参照：
- 2005年4月 - 三菱化学と三菱ウェルファーマが、共同株式移転による持株会社の設立契約を締結。
- 2005年6月 - 両社それぞれの定時株主総会において、持株会社を設立すること、及び両社が持株会社の完全子会社となることについて決議。
- 2005年10月1日 - 株式会社三菱ケミカルホールディングス（三菱ケミHD）設立。同時に東証と大証の各第一部市場に新規上場[12]。
- 2005年10月3日 - 会社設立登記[12]。
- 2006年10月10日 - 東京都港区芝四丁目に本社移転。
- 2007年2月8日 - 三菱化学を含む機能材料事業について、翌2008年4月1日をめどに再編・事業統合すると発表。
- 2007年3月 - 三菱化学がTOBにより、三菱樹脂の株式を追加取得。
- 2007年9月 - 三菱ケミHDが、三菱化学の保有する三菱樹脂の全株式を取得。
- 2007年10月1日 - 田辺製薬と三菱ウェルファーマの合併により、田辺三菱製薬を設立[13]。
- 2007年10月 - 三菱ケミHDが株式交換により、三菱樹脂を完全子会社化。
- 2008年4月1日 - グループの機能材料事業の再編・統合が完了[14]。

| ① 三菱ケミHDが三菱化学より、三菱化学ポリエステルフィルム、三菱化学産資、三菱化学エムケーブイの3社の保有分全株式をそれぞれ取得。 |  | ② 三菱樹脂が三菱化学の機能材料事業と、三菱化学ポリエステルフィルム、三菱化学産資、三菱化学エムケーブイの3社を吸収。 |

- 2009年4月1日 - 三菱ケミHDの100%子会社として、地球快適化インスティテュートを設立。
- 2010年3月30日 - 三菱ケミHDがTOBにより、三菱レイヨンを買収[15]。
- 2010年11月29日 - 北米事業の統括会社として、三菱ケミカルホールディングスアメリカ社を設立。
- 2011年1月17日 - 中国事業の統括会社として、三菱ケミカルホールディングス（北京）社を設立。

- 2012年7月2日 - 千代田区丸の内一丁目のパレスビルに本社移転。
- 2012年11月29日 - 欧州事業の統括会社として、三菱ケミカルホールディングスヨーロッパ社を設立。

- 2013年3月1日 - クオリカプスを子会社化[16]。
- 2013年4月1日 - 事業会社のスタッフ機能を担う機能子会社として、三菱ケミカルホールディングスコーポレートスタッフを設立。

- 2014年4月1日 - グループのヘルスケアソリューション事業を統合、生命科学インスティテュート発足。
- 2014年4月1日 - グループのR&D共通基盤技術の集約・統合、高度化を担うMCHC R&Dシナジーセンターを設立。
- 2014年5月1日 - 石化事業汎用品の需要低迷と価格競争激化による採算が悪化、汎用品の事業整理の一環として、鹿島第1エチレンプラント（K1E）、第1ベンゼンプラント（K1Bz）を停止[17]。
- 2014年11月12日 - TOBにより、初代大陽日酸（現：日本酸素ホールディングス）を連結子会社化[18]。
- 2016年4月1日 - 汎用品の採算悪化に伴う事業整理の一環として、水島コンビナートで操業するエチレン事業を旭化成と統合、同社との間で、エチレン設備を運営する合弁会社を設立[19]。
- 2017年4月1日 - 主要子会社の三菱化学、三菱樹脂、三菱レイヨンの3社が合併、三菱ケミカルを設立[20]。
- 2018年7月1日 - Diamond Edge Ventures, Inc.を設立。
- 2020年3月2日 - 田辺三菱製薬を完全子会社化[21]。前身の一つであるミドリ十字が引き起こした薬害エイズ事件及び薬害肝炎事件は三菱ケミカルが引き継ぐ。
- 2020年10月1日 - 管理職社員4000人を対象に、職務内容を明確にして成果で処遇する「ジョブ型」雇用を導入。職務定義書で社員の職務を明示し、その達成度合いで報酬を決める仕組み[22]。
- 2020年10月1日 - 大陽日酸が持株会社体制に移行、日本酸素ホールディングスを設立[23]。
- 2020年11月4日 - 組織再編及び業績悪化[注釈 1]に伴い、大規模なリストラを実施。対象は管理職社員および管理職再雇用社員とし、キャリア支援施策「キャリアチェンジ・サポート・プログラム」を実施すると発表。国内の管理職の約5500人のうち、約2900人が対象で、人数は定めていない[25][26]。
- 2020年12月 - APAC事業の統括会社として、三菱ケミカルホールディングスアジアパシフィック社を設立。
- 2021年4月1日 - 非管理職の約1万2000人にも、ジョブ型雇用制度を適用（年功序列要素の事実上の解消）[27]。同日付で社長に就任したジョンマーク・ギルソンは、財務状況改善（2020年3月期：自己資本比率 22.8%、ROA 1.05%、ROE 4.24%[28]）のため、一部事業の売却も含めた事業再編を更に加速させると発言[29]。
- 2021年12月1日 - 2024年を目処に石油化学事業、炭素事業を分離すると発表[30]。2025年度までの期間を対象とする新経営方針「Forging the future 未来を拓く」を公表[31]。

- 2022年3月1日 - 機能子会社の三菱ケミカルホールディングスコーポレートスタッフを吸収合併[32]。
- 2022年7月1日 - 三菱ケミカルグループ株式会社（MCG）へ商号変更[33]。
- 2022年10月 - グループの北米・欧州での地域統括機能を集約。
- 2023年2月14日 - Muse細胞を用いた再生医療の開発中止（事実上の撤退）を発表[34]。
- 2023年4月1日 - MCGが、地球快適化インスティテュートを吸収合併[35]。
- 2023年4月1日 - 連結子会社の三菱ケミカルが、三菱ケミカルシステムを吸収合併[36]。
- 2023年7月28日 - 同年10月から12月をめどに、クオリカプスの全株式を、Roquette Frères SA（フランス）に譲渡すると発表[37]。
- 2024年4月1日 - 再生医療事業の撤退に伴い、再生医療開発本部を廃止[38]。
- 2024年9月9日 - 連結子会社の三菱ケミカルがトリアセテート繊維事業を、GSIクレオスに売却すると発表（翌2025年3月をめどに売却予定）[39][40]。
- 2024年9月30日 - 同年10月31日付で、関西熱化学の全保有分株式（51.0％）を、神戸製鋼所に売却すると発表[41][42]。
- 2025年2月7日 - 翌2026年3月中をめどに、田辺三菱製薬（グループ会社含む）をベインキャピタルグループに売却すると正式に発表[43]。
- 2025年6月30日 - 同年11月4日をめどに、連結子会社の三菱ケミカルがMCCスポーツの保有分全株式を、日本道路に売却すると正式に発表[44]。
- 2025年7月1日 - 田辺三菱製薬の売却が完了（メディカル分野からの撤退）[45]。

## グループ会社

### 主な企業
- 三菱ケミカル - 日本最大の大手総合化学工業系メーカー。旧三菱化学、旧三菱樹脂、旧三菱レイヨンの合併により発足。
  - 三菱ケミカル・クリンスイ - 三菱ケミカルの完全子会社。同名の家庭用付替型浄水器（クリンスイシリーズ）のメーカー。MRC・ホームプロダクツから三菱レイヨン・クリンスイ、三菱ケミカルの発足に伴い現商号に変更。
- 生命科学インスティテュート - グループのヘルスケア関連事業の再編に伴い発足。再生医療事業からの撤退に伴い、休眠会社となる[38]。
- 日本酸素ホールディングス - 日本国内最大の工業ガス系化学メーカー。大陽日酸より商号変更。

#### 存在した企業
- 三菱ケミカルメディア - 三菱ケミカル系の光学メディアメーカー。CMC Magnetics Corporation（台湾）へ売却[46]。
- クオリカプス - 医療品や健康食品向けのカプセルメーカー。Roquette社（フランス）に売却。
- 三菱ケミカルシステム - グループのIT機能会社（前身は菱化システム）。三菱ケミカルに合併され解散。
- 地球快適化インスティテュート - 環境・エネルギー問題に特化した研究機関。三菱ケミカルグループに合併され解散。
- ジェイカムアグリ - 肥料などの製造販売。JNCに売却[47]。
- LSIメディエンス - 生命科学インスティテュートの連結子会社であった。PHCホールディングスへ売却[48]。
- 三菱ケミカルホールディングスコーポレートスタッフ - 機能子会社（コーポレート機能）。三菱ケミHDに吸収合併（前述）。
- 関西熱化学 - 三菱化成工業（現：三菱ケミカル）が神戸製鋼所、尼崎製鉄（後に、神戸製鋼所と合併）との合弁会社として設立。共同出資先である神戸製鋼所に売却（前述）。
- 田辺三菱製薬 - 製薬会社。田辺製薬と三菱ウェルファーマの合併により発足。2025年7月1日付でベインキャピタルに売却。

### 方針
「人、社会、そして地球の心地よさがずっと続いていくこと」を表し、環境・社会問題の解決に止まることなく社会、そして地球の持続可能な発展に取り組むことを提案した同グループオリジナルのコンセプトである、"KAITEKI"のもと、（1）資本の効率化を重視する経営（Management of Economics）、（2）イノベーション創出を追求する経営（Management of Technology）、（3）サステナビリティの向上を目指す経営（Management of Sustainability）の3つの経営手法を、時を見計らって一体的に実践し、企業価値を高めていく「KAITEKI経営」によって、KAITEKIの実現を目指す。

### 化学系
三菱ケミカル株式会社（MCG 100.0%）- 大手総合化学工業系メーカー
【ベーシックマテリアル分野】
- 日本ポリケム株式会社（三菱ケミカル 100.0%）- 持株会社

| - 日本ポリエチレン株式会社（日本ポリケム 58.0％、日本ポリオレフィン 42.0%） - 国内最大手のポリエチレンメーカー - Mytex Polymers US Corp - 北アメリカ向けのPPコンパウンド、長繊維強化PP - Mytex Polymers (Thailand) Co., Ltd. - ASEAN向けのPPコンパウンド - 北京聚菱燕塑料有限公司（SINOPECグループおよび豊田通商との合弁会社）- 自動車向けPPコンパウンド |  | - 日本ポリプロ株式会社（日本ポリケム 65.0％、JNC石油化学 35.0%） - ポリプロピレンメーカー - Mytex Polymers de Mexico, S.A. de C.V. - メキシコ向けのPPコンパウンド - Mytex Polymers India Pvt. Ltd. - インド向けのPPコンパウンド - 捷必福工程塑料（常熟）有限公司 - 中国へのガラス長繊維PPコンパウンドの供給 |

| - JPF株式会社 - PPコンパウンド、長繊維強化熱可塑性樹脂製品 - 大阪化成株式会社 - 抗菌・防カビ剤、抗ウィルス剤など - Sam Nam Petrochemical Co., Ltd. - 高純度テレフタル酸 - PT Mitsubishi Chemical Indonesia - 高純度テレフタル酸、PET樹脂 |  | - 株式会社ジェイ・プラス（KHネオケムとの合弁会社）- 各種可塑剤 - 三菱ケミカル旭化成エチレン株式会社（三菱ケミカル 50.0%、旭化成 50.0%）- 基礎石化原料の製造および両株主への販売、原材料の調達 |

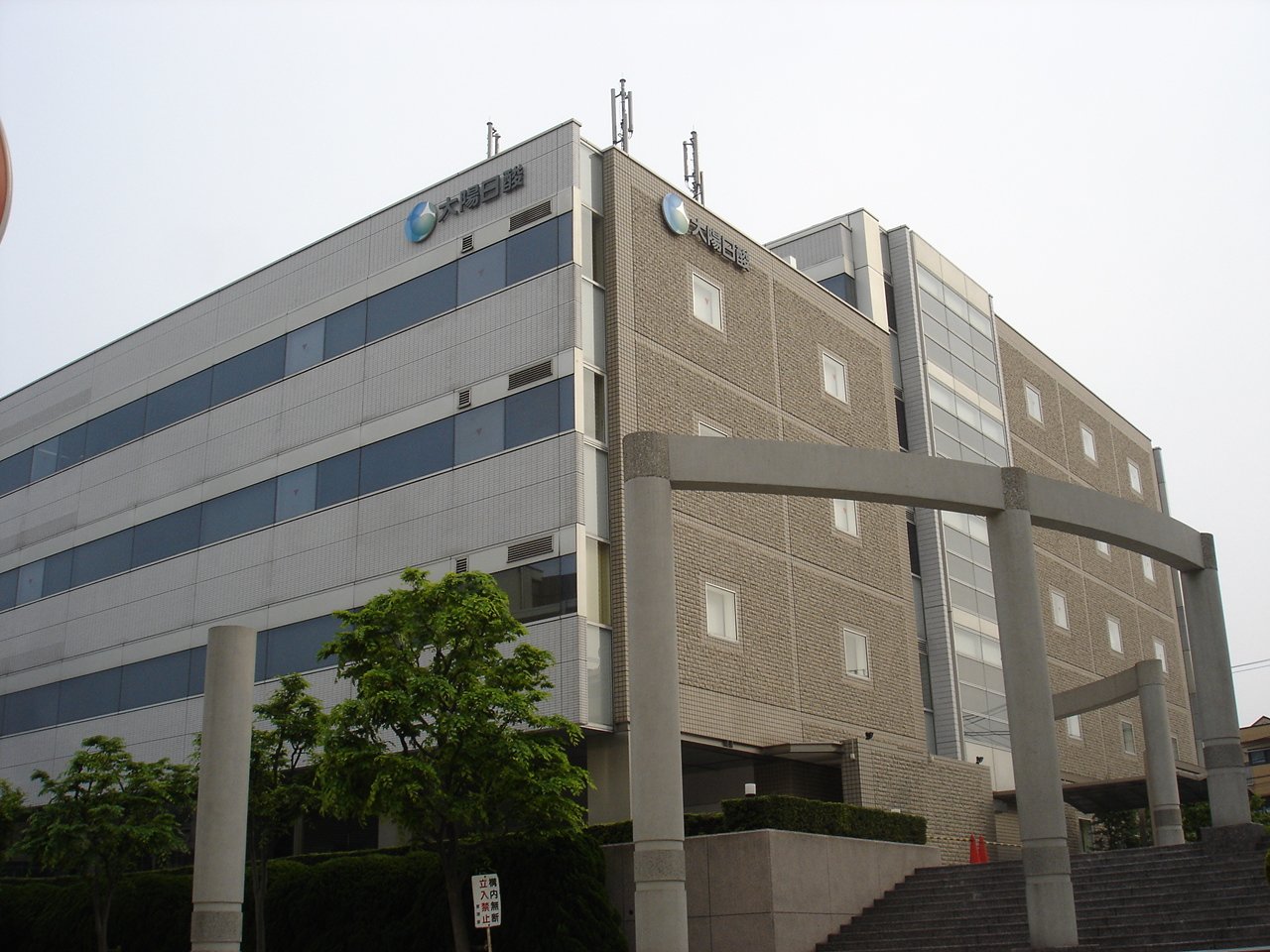
日本酸素HD、大陽日酸の本社

【MMA分野】
- Mitsubishi Chemical Methacrylates Singapore Pte. Ltd. - MMA事業の統括およびMMAモノマー事業

| - Diapolyacrylate Co., Ltd. - アクリル樹脂成形材料 - Thai MMA Co., Ltd. - MMAモノマー、アクリル樹脂板など - LOTTE MCC Corp.（ロッテグループとの合弁会社）- MMAモノマー・アクリル樹脂成形材料 |  | - 三菱化学化工原料（恵州）有限公司 - MMAモノマー - 三菱化学高分子材料（南通）有限公司 - アクリル系 - The Saudi Methacrylates Company - MMAモノマー、アクリル樹脂成形材料 |

| - デュポン・MCC株式会社（三菱ケミカル 45.0％）- 人工大理石「コーリアン」 |  | - Mitsubishi Chemical UK Limited - MMAなど |

【ポリマーズ＆コンパウンズ分野】
| - アルケマ吉富株式会社（三菱ケミカル 51.0%）- 有機過酸化物 - 高先雙欣（香港）有限公司 - ゴーセノール（PVOH）の販売及びその関連事業 - PT Diachem Resins Indonesia - コーティングレジン |  | - ジャパンコーティングレジン - 合成樹脂など - MRT Resins (Thailand) Co., Ltd. - コーティングレジン - PTT MCC Biochem Co., Ltd.（三菱ケミカル 50.0%）- PBS - Sam Yang Kasei Co., Ltd. - PC樹脂 |

【フィルムズ&モールディングマテリアルズ分野】
- ジェイフィルム株式会社 - 包装資材（合成樹脂原料）

| - J-FILM Philippines, Inc. - 北菱化学株式会社 |  | - 新潟ジェイフィルム株式会社 |

| - 株式会社越菱 - アルミニウム関連資材、工業用・農業用等各資材の販売 - MCC-SGLプレカーサー株式会社 - 炭素繊維プレカーサー - ダイヤプラスフィルム株式会社 - フィルム、シート - トーセン株式会社 - 各種繊維の染色加工・販売 - 中井工業株式会社 - 真空蒸着、フィルムコーティング - 株式会社ユポ・コーポレーション（三菱ケミカル 50.0%・王子ホールディングス 50.0%） - 合成紙「ユポ」 - Aldia Composite Produces Co., Ltd. - ゴルフシャフトの製造 - Mitsubishi Chemical Carbon Fiber and Composites, Inc. - 炭素繊維、同複合材料など - Wethje Carbon Composites GmbH - 繊維強化樹脂部品 - 三菱化学聚脂膜（蘇州）有限公司 - PET |  | - MCCアドバンスドモールディングス株式会社 - 自動車、電子、情報関連製品、医療用成形部品など - MCCスポーツ株式会社 - 人工芝、合成樹脂加工品をはじめとしたスポーツ・レジャー関連製品など - 株式会社チャレンヂ - CFRP部品 - 富士フィルタートウ株式会社（三菱ケミカル 65.0％） - たばこフィルター用アセテートトウ - 株式会社フジワラ - 航空機防風・先端複合材の加工・販売 - 菱光サイジング株式会社 - 織物用経糸の糊付・織物製造 - Mitsubishi Chemical Advanced Materials AG - エンプラ製品、コンポジット製品 - Mitsubishi Polyester Film GmbH - PET、アルミ樹脂複合板 - 三菱化学光学薄膜（無錫）有限公司 - PET加工製品 - PT MC PET Film Indonesia - PET、透湿性フィルム |

【アドバンストソリューションズ分野】
| - MUアイオニックソリューションズ株式会社（三菱ケミカル 80.0%） - リチウムイオン電池向けの電解液など - ダイヤテックス株式会社 - 化学繊維製品など - 三菱ケミカルインフラテック株式会社 - 土木資材、防水補強、物流資材などの合成樹脂製品 - 株式会社ロンビック - 樹脂事業、樹脂販売事業、分析事業、業務サービス事業 - 大連麗陽環保機器有限公司 - 機能膜製品 - MCPP India Private Limited - 機能性樹脂製品 - MC Solution Co., Ltd. - 樹脂ブラックレジストなど - Mitsubishi Chemical Euro Asia Ltd. - 複合材製品の販売、グループの当該事業に係るマーケティング、情報収集など - Mitsubishi Chemical Singapore Pte. Ltd. - MCGグループの製品等の販売・販売支援活動 - 三菱化学功能塑料（中国）有限公司 - 機能性樹脂製品 - 青島雅能都化成有限公司 - リチウムイオン電池用の負極材 - Resindion S.R.L. - 酵素固定化担体、イオン交換樹脂 |  | - 株式会社新菱 - 半導体関連、各種ファインケミカル、環境リサイクル事業等 - 三菱ケミカルアクア・ソリューションズ株式会社 -「ダイヤイオン」を用いた水処理、分離精製設備など - 三菱ケミカル・クリンスイ株式会社 - 浄水器「クリンスイシリーズ」など - 常熟宇菱電池材料有限公司（三菱ケミカル 50.0%）- リチウムイオン電池向けの電解液 - Gelest, Inc. - Siケミカルズ、特殊アクリレート、有機金属化合物など - Mitsubishi Chemical Infonics Pte. Ltd. - 有機光伝導体 - PT. MCPP Compounds Indonesia - 機能性樹脂製品 - 台灣三菱化學股份有限公司 - 半導体製造用薬品類、樹脂ブラックレジストの製造販売、装置・部品の精密洗浄 - 青島菱達化成有限公司 - リチウムイオン電池負極材用の黒鉛 - Vina MC Infonics Co., Ltd. - プリンター、複写機用有機光伝導体、機能性樹脂製品 - 無錫麗陽膜科技有限公司 - 水処理用MF膜など |

【その他】
- 三菱ケミカルエンジニアリング株式会社 - エンジニアリング、メンテナンス
  - エムイーシーテクノ株式会社 - 工場、製造設備向けの工事会社

- 三菱ケミカル物流株式会社 - 物流全般

| - 菱化ロジテック株式会社 - PT. Lintas BUana Kasei - Siam Chemical Logistics Co., Ltd. - Vietnam Chemical Logistics Co., Ltd. |  | - 四日市ケミカルステーション株式会社 - PT. Dia Logistics Indonesia - 寧波菱信物流有限公司 |

| - MCCトレーディング株式会社 - 商社事業など - エムシーヒューマネッツ株式会社 - 給与厚生業務、海外人事支援業務の受託など - ダイヤリックス株式会社 - 保険、不動産・建築、ビジネスサポート - 株式会社北菱モールド - プラスチック成型用金型、口金 - 株式会社菱湖テクニカ - 製造に伴う作業請負業務 - Mitsubishi Chemical Hong Kong Ltd. - MCグループ製品の販売、市場開発・調査 |  | - エムシーパートナーズ株式会社 - 人材派遣業、人材紹介業 - 化成フロンティアサービス株式会社 - 特例子会社 - 株式会社三菱ケミカルリサーチ - サイエンス系調査コンサルティング会社 - 三菱ケミカルハイテクニカ株式会社 - 高機能商品の生産、知的集約型企業の誘致および運営 - Mitsubishi Chemical India Pvt. Ltd. - MCグループ製品の販売、市場開発・関係会社へのシェアードサービス |

【地域統括会社】
- Mitsubishi Chemical America, Inc. - 北米事業の統括
- 三菱ケミカル（中国）管理有限公司 - 中国事業の統括
- Mitsubishi Chemical Europe GmbH - 欧州事業の統括
- Mitsubishi Chemical (Thailand) Co., Ltd. - ASEAN事業の統括

### 産業ガス系
日本酸素ホールディングス株式会社【東証プライム・4091】（MCG 50.59％）- グループ会社の経営管理等。大陽日酸（初代）より商号変更。
【日本】
大陽日酸株式会社（日本酸素HD 100.0%）- 日本事業（酸素、窒素、アルゴンなどのガス機器メーカー）の中核会社、2代目法人（旧大陽日酸分割準備会社）。

≪パイプライン≫
| - 株式会社いわきサンソセンター - 株式会社九州サンソセンター（大陽日酸 50.0%、日本製鉄 50.0%） - 周南酸素株式会社 - 株式会社仙台サンソセンター - 株式会社千葉サンソセンター - 株式会社名古屋サンソセンター |  | - 株式会社君津サンソセンター（大陽日酸 50.0%、日本製鉄 50.0%） - 株式会社JFEサンソセンター（大陽日酸 60.0%、JFEスチール 40.0%） - 有限会社新南陽サンソ - 株式会社ティーエムエアー - 株式会社鶴崎サンソセンター |

≪液体酸素メーカー≫
| - 秋田液酸工業株式会社（岩谷産業他との合弁会社） - 九州冷熱株式会社（北九州LNG、岩谷産業との合弁会社） - 新相模酸素株式会社 - 大陽日酸東関東株式会社 - 中部液酸株式会社（中部電力グループ他との合弁会社） - 長野液酸工業株式会社（岡谷酸素、巴商会との合弁会社） - 八戸液酸株式会社 - 富士酸素株式会社 |  | - 北日本酸素株式会社 - 四国液酸株式会社 - 新洋酸素株式会社 - 大陽日酸北海道株式会社（旧日北酸素） - 東京液化酸素株式会社 - 東京酸素窒素株式会社（東京ガスケミカル他との合弁会社） - 函館酸素株式会社 - 北陸液酸工業株式会社 |

≪充填会社≫
| - 株式会社市川総合ガスセンター - 株式会社大阪パッケージガスセンター（日本通酸との合弁会社） - 北関東東洋株式会社 - 北九州ガスセンター株式会社（高圧ガス工業との合弁会社） - 株式会社群馬共同ガスセンター - 埼京日酸株式会社 - 静岡ガスセンター株式会社 - 城南共同酸素株式会社 - 中部大陽ガスセンター株式会社 - 東洋高圧ガス株式会社 - 豊田ガスセンター株式会社 - 名古屋日酸株式会社（江場酸素工業との合弁会社） - 広島日酸株式会社 |  | - 株式会社茨城ガスサービス - 川口總合ガスセンター株式会社（小池酸素工業他との合弁会社） - 呉ガスセンター株式会社（オカモト産業、福興酸素との合弁会社） - 株式会社西海総合ガスセンター - 株式会社ジーシー東海 - 城東日酸株式会社 - 株式会社東邦日酸ガスセンター（東邦アセチレンとの合弁会社） - 株式会社東予ガスセンター - 名古屋ガスセンター株式会社 - 博多共同酸素株式会社 - 株式会社福島共同ガスセンター |

≪エネルギー事業≫
| - アストモスリテイリング株式会社（アストモスエネルギー 65.0%、大陽日酸 35.0%）- 旧大陽日酸エネルギー - サーンガス共和株式会社 |  | - 西海エルピーガスセンター株式会社 - 山陰LPガス共同ターミナル株式会社 - 廣島エルピーガスターミナル株式会社 |

≪アセチレン≫
| - 関東アセチレン工業株式会社 |  | - 九州アセチレン株式会社 |

≪各種ガス≫
- 日本液炭株式会社（大陽日酸 100.0%）- 液化炭酸、日本炭酸、日本液炭ホールディングス、大陽日酸（初代）炭酸事業部門の統合により設立。

| - 国際炭酸株式会社 - 上毛天然瓦斯工業株式会社 - 東京炭酸株式会社 - 近畿炭酸株式会社 |  | - 株式会社ステリテック - 株式会社イキ - 知多炭酸株式会社 - 共同炭酸株式会社 |

| - 尼崎水素販売株式会社 - 株式会社岩手黒沢尻ガスセンター - 北九州日酸株式会社 - 株式会社堺ガスセンター - 株式会社常盤ヘリウムサプライセンター - 株式会社太平洋ガスセンター（大平洋金属グループとの合弁会社） - 千葉日酸株式会社 - 有限会社松井田ガスサプライ |  | - 株式会社いわき水素 - 株式会社亀山ガスセンター - 株式会社京葉水素 - 株式会社ジャパンヘリウムセンター（大陽日酸 52.0%） - 仙台日酸株式会社 - 大陽日酸JFP株式会社 - 福島水素株式会社 - ユニオン・ヘリウム株式会社 |

≪機器・エンジニアリング≫
- 日酸TANAKA株式会社（大陽日酸 100.0%）

| - 株式会社ハイテック - NIPPON CUTTING & WELDING EQUIPMENT CO., LTD. |  | - 北関東日酸株式会社 - SHANGHAI TANAKA CO., LTD. - TANAKA America Inc. |

| - 株式会社クライオワン（大阪ガスリキッド(大阪ガス系)他との合弁会社） - 大陽日酸ATI株式会社（旧大陽日酸CSE） - 株式会社テック・エンジニアリング - 日本炭酸瓦斯株式会社 - 粉体技研株式会社 |  | - 株式会社ジェック東理社（大陽日酸 51.0%、鈴木商館 49.0%） - 大陽日酸エンジニアリング株式会社 - ニッキフッコー株式会社 - サーンエンジニアリング株式会社 - Taiyo Nippon Sanso Engineering Taiwan, Inc. |

≪運送≫
| - 九州液送株式会社 - 大陽液送株式会社 |  | - 幸栄運輸株式会社 - 日酸運輸株式会社 |

≪メディカル≫
| - アイ・エム・アイ株式会社 - ティエヌメディカルエンジ株式会社 - メガケアサービス関西株式会社 - 九州HOTサービス株式会社 |  | - 大陽日酸メディカルサイト株式会社 - 日本メガケア株式会社 - メガケアサービス関東株式会社 |

≪商事≫
- 大陽日酸ガス&ウェルディング株式会社（大陽日酸 100.0%）

| - ガスウェル販売株式会社 - ヨシダ産業株式会社 - 九州アセチレン株式会社 |  | - 株式会社南陽プロパン - 福西産業株式会社 |

| - 株式会社関西商工社（大陽日酸 100.0%） - 静岡酸素株式会社（大陽日酸 100.0%） - 第一開明株式会社（大陽日酸 100.0%） |  | - 四国大陽日酸株式会社（大陽日酸 55.4%） - 十合刈谷酸素株式会社（大陽日酸 60.0%） |

≪その他≫
| - 大陽日酸アソシエイツ株式会社 - シェアードサービス - 極陽セミコンダクターズ株式会社 - 設備保全 - SAILテクノロジーズ株式会社 -「SAILアミノ酸」等の研究など - 三和興産株式会社 |  | - 大陽日酸システムソリューション株式会社 - システム開発、運用など - 株式会社ITマネジメントパートナーズ - グループのIT運用保守業務 - 株式会社コンパス |

【米国】
Matheson Tri-Gas, Inc.（日本酸素HD 100.0%）- 米国ガス事業を展開
| - Western International Gas & Cylinders, Inc. - Continental Carbonic Products, Inc. - Matheson Specialty Gas(Xi'an) Co., Ltd. |  | - RASIRC, Inc. - Matheson Gas Products Korea Co., Ltd. |

【欧州】
Nippon Gases Euro-Holding S.L.U. （日本酸素HD 100.0%）- 欧州事業の統括
| - Nippon Gases Ireland Ltd - Nippon Gases Italia S.r.l. - Nippon Gases CO2 BV |  | - Nippon Gases Deutschland Holding GmbH - Nippon Gases Deutschland GmbH - Nippon Gases Belgium NV |

【APAC】
Nippo Sanso Holdings Singapore Pte. Ltd.（日本酸素HD 100.0%）- シンガポール事業の統括
| - NSC (Australia) Pty Ltd. - Supagas Pty Ltd. - PT. Samator Taiyo Nippon Sanso Indonesia - Leeden National Oxygen Ltd. - Sabah Oxygen Sdn. Bhd. |  | - Nippon Sanso Vietnam JSC - Taiyo Nippon Sanso India Pte. Ltd. - Nippon Sanso Myanmar Co., Ltd. - Leeden Hercules Sdn. Bhd. - Supagas Pty Ltd |

Nippon Sanso Ingasco, Inc.（日本酸素HD 100.0%）- 産業ガス（フィリピン）事業
| - Nippon Sanso Ingasco Philippines, Inc. |  | - Nippon Sanso Ingasco Clark, Inc. |

Nippon Sanso (Thailand) Co., Ltd.（日本酸素HD 100.0%）- 産業ガス（タイ）事業
| - Taiyo Gases Co., Ltd. |  | - Ayutthaya Industrial Gases Co., Ltd. |

Taiyo Nippon Sanso (China) Investment Co., Ltd.（日本酸素HD 100.0%）- 中国事業の統括
| - Chongqing Taiyo Nippon Sanso Rising Gas Co., Ltd. - Dalian Taiyo Nippon Sanso Gas Co., Ltd. - Shanghai Taiyo Nippon Sanso Gas Co., Ltd. - Taiyo Nippon Sanso Shenwei (Shanghai) Medical Gas Co., Ltd. - TNSCI Wuxi Co., Ltd. - Benson Industrial Gases Technology Corp. - Nippon Sanso Taiwan, Inc. |  | - Dalian Changxing Island Taiyo Nippon Sanso Gas Co., Ltd. - Fushun Taiyo Nippon Sanso Gas Co., Ltd. - Suzhou Taiyo Nippon Sanso Gas Co., Ltd. - Taiyo Nippon Sanso Trading (Shanghai) Co., Ltd. - Yangzhou Taiyo Nippon Sanso Semiconductor Gases Co., Ltd. - Fu Yang Gas Co., Ltd. |

| - Nippon Sanso Vietnam JSC（日本酸素HD 95.4%） |  | - Siam Nippon Sanso (Thailand) Co., Ltd.（日本酸素HD 49.0%） |

【THERMOSセグメント】
サーモス株式会社（日本酸素HD 100.0%）- 家庭用品「THERMOS」ブランドの展開
≪アジア≫
| - Thermos Korea Co., Ltd. - Thermos (China) Housewares Co., Ltd. - Thermos (Jiangsu) Housewares Co., Ltd. - Thermos International Trading Macau Limited - Thermos Malaysia Sdn. Bhd. - Thermos (Singapore) Pte. Ltd. - Vacuumtech Philippines Inc. |  | - Thermos (Huaian) Housewares Co., Ltd. - Crown Manufacturing Corporation - Thermos International Trading Limited - Top Thermo Mfg. (Malaysia) Sdn. Bhd. - Vacuum Tech Mfg.（Malaysia）Sdn. Bhd. - PT Thermos Indonesia Trading - Thermos Hong Kong Limited |

≪オセアニア≫
- Thermos Pty. Ltd.

≪ヨーロッパ≫
| - alfi GmbH - Thermos Rus LLC |  | - UK Thermos Limited |

≪米州≫
| - Thermos LLC (US) |  | - Canadian Thermos Products Inc. |

### CVC
- Diamond Edge Ventures, Inc.（MCG 100.0%）- 戦略的出資および協業推進機能